# شاه‌میگوی آمریکایی
شاه‌میگوی آمریکایی(نام علمی: Homarus americanus) نام یک گونه از تیره شاه‌میگو است که در سواحل اقیانوس اطلس آمریکای شمالی، عمدتا از لابرادور تا نیوجرسی یافت می شود. همچنین به عنوان شاه‌میگوی اقیانوس اطلس، شاه‌میگوی کانادایی، شاه‌میگوی اصلی، شاه‌میگوی شمالی، شاه‌میگوی قرمز کانادایی،  
یا شاه‌میگوی مین شناخته می شود.  طول بدن آن به ۶۴ سانتی‌متر (۲۵ اینچ) و وزن آن به بیش از ۲۰ کیلوگرم (۴۴ پوند) می‌رسد که آن را تبدیل به نه تنها سنگین‌ترین سخت‌پوستان جهان، بلکه سنگین‌ترین گونه‌های بندپایان می‌کند. نزدیکترین خویشاوند آن شاه‌میگوی اروپایی است که با رنگ و نداشتن خارها در قسمت زیرین منبر قابل تشخیص است. شاه‌میگوهای آمریکایی معمولاً سبز مایل به آبی تا قهوه ای با خارهای قرمز هستند، اما چندین تنوع رنگی مشاهده شده است.

## ژنتیک

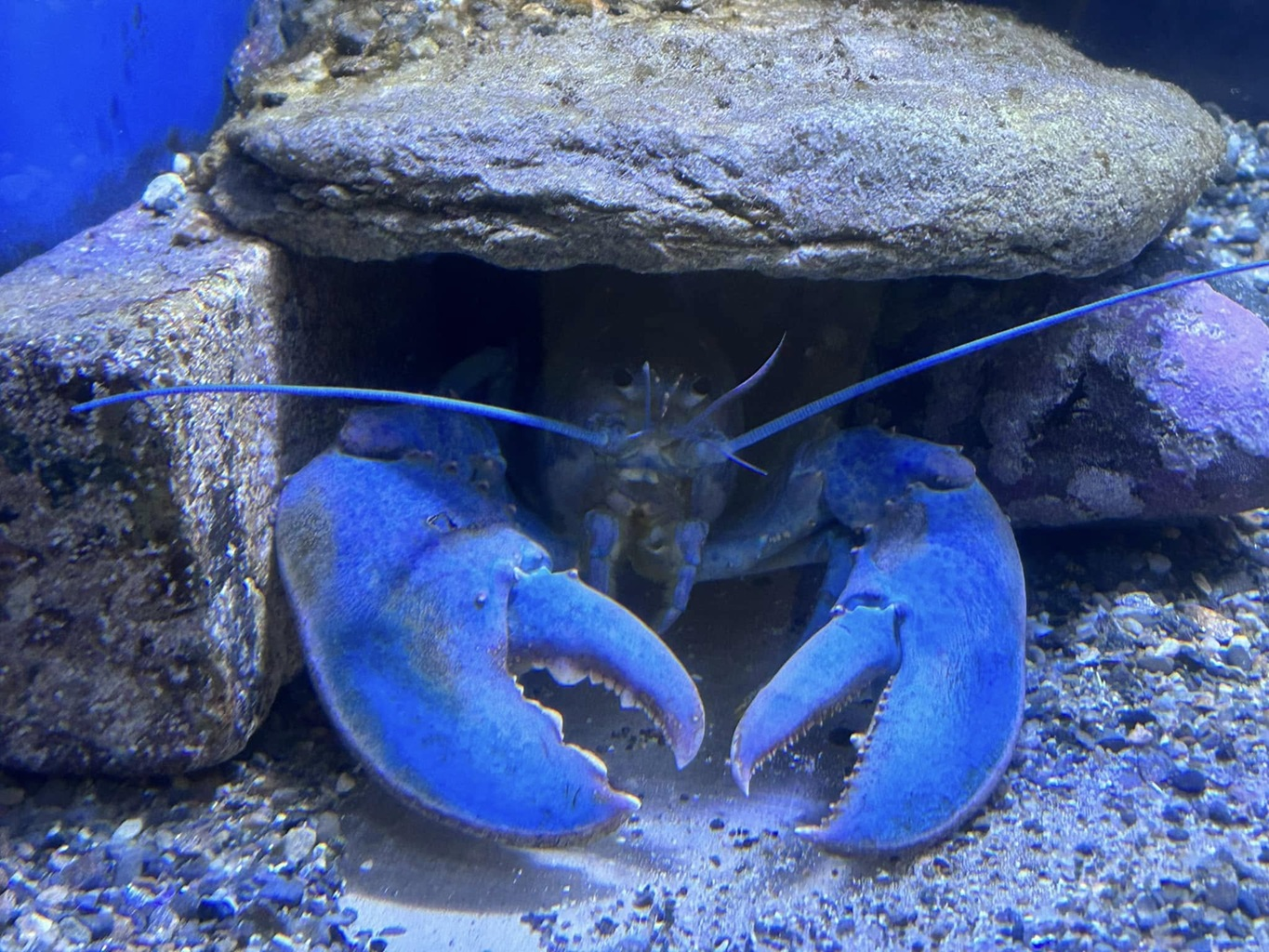
در تصویر حاضر، یک نمونه‌ی نادر از شاه‌میگوی آمریکایی (Homarus americanus) با فنوتیپ آبی درخشان مشاهده می‌شود که ناشی از جهش ژنتیکی است و گواهی بر تنوع زیستی در اکوسیستم‌های آبی می‌باشد. این پدیده نادر، توجه پژوهشگران را به خود جلب کرده است.

در حال حاضر هیچ ژنوم منتشر شده ای برای شاه‌میگوی آمریکایی وجود ندارد، اگرچه رونوشت آن در سال ۲۰۱۶ منتشر شد.